# Homologe recombinatie

Bij de meiose kan homologe recombinatie leiden tot de onderlinge uitwisseling van genen tussen homologe chromosomen

Homologe recombinatie (Engels: homologous recombination) is een vorm van genetische recombinatie waarbij genetische informatie wordt uitgewisseld tussen twee identieke – of bijna identieke – dubbelstrengse DNA-moleculen. Homologe recombinatie is in alle levende cellen van groot belang voor de reparatie van dubbelstrengse DNA-breuken: een veelvoorkomende vorm van DNA-schade waarbij beide strengen van de DNA-helix doorgebroken zijn. 
Homologe recombinatie komt ook voor tussen gepaarde chromosomen gedurende de meiose, het proces waarbij geslachtscellen (zoals ei- en zaadcellen in dieren) worden gevormd. Hierbij worden segmenten van chromosomen met elkaar verwisseld, wat leidt tot nieuwe combinaties van DNA-sequenties; husseling van genetisch materiaal in de geslachtscellen. Dit principe ligt, in ieder geval bij eukaryoten, ten grondslag aan de totstandkoming van genetische variatie.
Het mechanisme van homologe recombinatie verloopt in verschillende organismen en celtypen volgens dezelfde basisstappen. Nadat er een dubbelstrengse breuk is gemaakt, worden beide uiteinden van het DNA aan het 5'-eind weggeknipt, een proces genaamd end resection. Het overhangende enkelstrengse 3'-eind, zal zich vervolgens binden aan een homoloog (dat wil zeggen identiek of bijna identiek) DNA-molecuul dat niet gebroken is, door zich er tussen te voegen. Dit heet strand invasion en berust op complementaire basenparing. Vervolgens wordt de beschadigde streng middels een polymerase hersteld, gebruikmakend van het onbeschadigde donor-DNA als template. Het uiteindelijke herstelmechanisme kan via verschillende routes verlopen. Homologe recombinatie is een relatief flexibel mechanisme.

## Mechanisme
Homologe recombinatie is essentieel voor de instandhouding van het DNA in eukaryoten zoals planten, dieren en schimmels. Het zorgt voor de – veelal foutloze – reparatie van dubbelstrengse DNA-breuken, die algemeen ontstaan door straling en schadelijke chemicaliën. Als deze reparatie niet plaatsvindt, zullen er grootschalige chromosoomdefecten plaatsvinden.
Voor homologe recombinatie is het noodzakelijk dat er een homoloog, onbeschadigd dubbelstrengs DNA-molecuul aanwezig is, dat als matrijs (template) dient voor de reparatie van de beschadigde streng. Om deze reden treedt homologe recombinatie vaak op na DNA-replicatie, wanneer de twee dochter-DNA-moleculen dichtbij elkaar liggen. 

Het mechanisme van homologe recombinatie in eukaryoten eindigt globaal via twee routes, maar leidt vrijwel altijd in het foutloze herstel van een dubbelstrengse breuk.

Er zijn globaal twee modellen uitgewerkt voor het mechanisme van homologe recombinatie: een route genaamd double-strand break repair (DSBR), en een route genaamd synthesis-dependent strand annealing (SDSA). Beide herstelroutes beginnen met dezelfde stappen. De 5'-uiteinden van de dubbelstrengse breuk worden weggeknipt door gespecialiseerde nucleases (Mre11 in eukaryoten). Bij dit proces, end resection, ontstaan overhangende enkelstrengse 3'-uiteinden die wel duizenden nucleotiden lang kunnen zijn. 
De volgende stap heet strand invasion. Hierbij zoekt het enkelstrengse 3'-uiteinde een homologe sequentie op in het dubbelstrengse donor-DNA, om zich hier vervolgens tussen te voegen. Is er sprake van een stabiele basenparing, dan komt een specifieke DNA-polymerase in actie die de enkelstrengse keten verlengd in de 5'→3'-richting, op basis van de complementaire sequentie in het onbeschadigde donor-DNA.

## Onderzoek
Homologe recombinatie komt voor in alle drie de domeinen van het leven, en ook verschillende DNA-virussen maken er gebruik van. Omdat de genen die betrokken zijn bij homologe recombinatie bij simpele eencellige protisten voorkomen, wordt aangenomen dat het mechanisme al zeer vroeg in de evolutie van eukaryoten is ontstaan. Stoornissen van homologe recombinatie zijn in verband gebracht met verschillende vormen van kanker. Om deze reden zijn de eiwitten die homologe recombinatie mogelijk maken, zoals de RecA/Rad51-eiwitfamilie, een belangrijk onderwerp in biomedisch onderzoek.
Homologe recombinatie wordt in experimenteel onderzoek gebruikt bij gene targeting, een techniek waarmee men een gewenst stukje genetisch materiaal in een cel kan introduceren. Voor deze techniek werd in 2007 de Nobelprijs voor Fysiologie of Geneeskunde uitgereikt. Gene targeting wordt bijvoorbeeld gebruikt om een knockoutmuis te maken, of een ander genetisch gemodificeerd organisme.